# 대구명덕초등학교
대구명덕초등학교(大邱明德初等學校)는 대한민국 대구광역시 중구에 있는 공립 초등학교이다.

## 연혁
- 1940-04-05 대구남부공립심상소학교 개교 4학급 편성 직원 5명 아동 265명(설립인가 3월 31일)
- 1941-04-01 대구남부공립국민학교로 교명 변경
- 1946-06-29 제1회 졸업식 졸업생 남 118명 여 68명 계 186명
- 1953-06-03 대구명덕국민학교로 교명 변경
- 1968-03-01 전교생 6,623명(78학급,최다 재학생수)
- 1977-03-01 82학급 편성(최다 학급수)
- 1983-03-01 남대구국민학교으로 이관
- 1990-06-20 과학교육 시범학교 연구공개(시)
- 1996-03-01 대구명덕초등학교로 교명 변경
- 2000-06-01 ~2006-06-20 도.도 교류학습(본교 6학년 101명 광주서석초등학교 방문)
- 2000-10-16 ~2000-10-17 도.도 교류학습(광주서석초등학교 6학년 117명 본교 방문)
- 2002-12-28 교육활동 우수교 표창(교육감)
- 2004-03-01 청소년 보호위원회 YP 시범학교 지정 (2년간)
- 2007-12-24 교표 및 교훈석 설치
- 2009-05-27 영어 체험실,보건실 개관
- 2011-09-01 제31대 김명호 교장 부임
- 2011-10-29 다목적 강당(명덕관) 및 급식실 개관
- 2012-10-31 이인성화가 사과나무 기탁식
- 2013-09-06 제9회 생활원예대회 전국 대상(국무총리상)
- 2014-03-01 대구광역시교육청 행복학교 지정
- 2014-11-23 전국학교스포츠클럽대회 플로어볼 여초부 3위
- 2015-02-13 제70회 졸업(33,323명)
- 2015-03-01 16(1)학급편성

## 같이 보기
- 저 하늘에도 슬픔이